# Nexus 5X
El Nexus 5X és un telèfon intel·ligent amb sistema operatiu Android, desenvolupat per LG Electronics en col·laboració amb Google com a part de la línia de dispositius Nexus. Anunciat el 29 de setembre del 2015, és el successor del Nexus 5. El Nexus 5X, conjuntament amb el Nexus 6P serveixen, al seu torn, per al llançament d'Android 6.0 Marshmallow, que incorpora un nou tema, millores en el rendiment, major integració amb Google Now i altres noves característiques.
L'elevat preu amb relació a terminals similars, fa que no sigui competitiu.

## Problemes coneguts
Alguns dispositius tenen un defecte de fàbrica en la pantalla que fa que es vegi groguenca. LG canviarà els dispositius afectats.